# Aisai
Aisai (Japans: 愛西市, Aisai-shi) is een stad in de Japanse prefectuur Aichi. De oppervlakte van de stad is 69,63 km² en midden 2009 had de stad ruim 65.000 inwoners. De rivier Kiso stroomt van noordwest naar zuidoost door de stad.

## Geschiedenis
Op 1 april 2005 werd Aisai een stad (shi) na samenvoeging van de gemeentes Saya (佐屋町, Saya-chō) en Saori (佐織町, Saori-chō) plus de dorpen Tatsuta (立田村, Tatsuta-mura) en Hachikai (八開村, Hachikai-mura).

## Bezienswaardigheden
- Sendohira-sluis, een sluis in de rivieren Kiso en Nagara uit 1902
- Sakura-lanen langs de rivier Ainokawa
- Resten van de Sayakaido, een zijtak van de Tōkaidō
- Suzuki-huis, een woning met hoofdgebouw, graanschuur, poort en muren uit de Edoperiode; nationaal erfgoed.
- Yonan-ji-tempel, de geboorteplaats van de rode lotus.
- Kama-jizo-ji-tempel met een 350 jaar oud gietijzeren Boeddhabeeld
- Okutsusha grafheuvel uit de 4e eeuw

## Verkeer
Aisai ligt aan de Kansai-hoofdlijn van de Central Japan Railway Company en aan de Bisai-lijn en de Tsushima-lijn van de Nagoya Spoorwegmaatschappij.
Aisai ligt aan de Higashi-Meihan-autosnelweg en de autowegen 1 en 155.

## Aangrenzende steden
- Inazawa(稲沢)
- Kaizu
- Kuwana
- Tsushima
- Yatomi

## Geboren in Aisai
- Kato Takaaki (加藤 高明, Katō Takaaki), politicus en 24e Minister-president van Japan
- Shoichi Yokoi (横井 庄一, Yokoi Shōichi), sergeant in het keizerlijke leger die zich tot 1972 in Guam verstopt hield omdat het bericht van de capitulatie hem niet had bereikt.